# Rezerwat przyrody Olszanka Myśliszcze
Rezerwat przyrody Olszanka Myśliszcze – rezerwat przyrody położony na terenie gminy Hajnówka w województwie podlaskim, w dolinie Leśnej Prawej.
- Powierzchnia według aktu powołującego: 278,32 ha[1]
- Rok powstania: 1995
- Rodzaj rezerwatu: faunistyczny
- Przedmiot ochrony: fragment Puszczy Białowieskiej ze specyficznymi środowiskami występowania reliktowej fauny motyli odznaczającej się dużym bogactwem gatunków i występowaniem form endemicznych.